# Monteiroa bullata
Monteiroa bullata là một loài thực vật có hoa trong họ Cẩm quỳ. Loài này được (Ekman) Krapov. mô tả khoa học đầu tiên năm 1951.